# Hans Heyerdahl
Hans Olaf Halvor Heyerdahl, född 8 juli 1857 i Smedjebacken i Dalarna, död 10 oktober 1913 i Oslo, var en norsk målare.
Heyerdahl föddes i Dalarna och var son ingenjören Halvor Heyerdahl och Hilda Margreta Haak. Familjen flyttade 1859 till Drammen, där pappan blev stadsingenjör. Han var första gången från 1879 gift med Maren Christine Heyerdahl (1854–1931) och andra gången från 1908 med Olga Westergaard (1873–1957). 
Heyerdahl studerade teckning för Peder Cappelen Thurmann vid Tegneskolen i Kristiania och målning för Ludwig von Löfftz och Wilhelm von Lindenschmit vid Akademie der Bildenden Künste i München 1874-1877. Efter succén med Adam och Eva utdrivna ur paradiset (1877), som tilldelades guldmedalj på Parisutställningen 1878, flyttade Heyerdahl samma höst till Paris. Där studerade han för Léon Bonnat men blev framför allt inspirerad av den samtida franska konsten och impressionismen. I kontrast till hans tidigare verk målade han nu med en ljusare kolorit och mjukare penselföring i till exempel Vid fönstret (1881). 
För Det döende barnet (1881) tilldelades Heyerdahl Grand Prix du Florence på Salongen i Paris och ett stipendium att arbeta i Florens i två år. Han blev kvar i Italien till 1884 då han reste hem till Christiania (nu Oslo). Han återvände till Frankrike 1900–1906. Redan från 1880-talet tillbringade Heyerdahl sina somrar i Åsgårdstrand, en ort vid Oslofjorden, där han sedermera blev bekant med Edvard Munch. Många av hans sommarlandskap avbildar Åsgårdstrand och dess omgivningar. 
Han räknas tillsammans med Christian Krohg och Frits Thaulow som en av den norska naturalismens genombrottsmän under 1880-talet. Heyerdahl stod samtidens friluftsmåleri och naturalism nära men var också starkt påverkad av äldre klassiska mästare. Hans kolorit är varm och ljuskraftig och av stor tonskönhet, skildringen är besjälad och temperamentsfull och präglas av äkta målerisk insikt; Adam och Eva utdrivas ur paradiset (1877), Döende barn, inköpt av franska staten, samt Arbetarens död. Från 1880-talet märks ett flertal strandbilder med sol och nakna klippor. Han ägnade sig även åt  symbolistisk konst. 
Heyerdahl är representerad vid Nationalmuseum och Göteborgs konstmuseum.